# Octoblepharum erectifolium
Octoblepharum erectifolium är en bladmossart som beskrevs av Mitten och Robert Statham Williams 1913. Octoblepharum erectifolium ingår i släktet Octoblepharum och familjen Dicranaceae. Inga underarter finns listade i Catalogue of Life.